# Нортпорт (округ Вопака, Вісконсин)
Нортпорт (англ. Northport) — переписна місцевість (CDP) в США, в окрузі Вопака штату Вісконсин. Населення — 459 осіб (2020).

## Географія
Нортпорт розташований за координатами 44°24′18″ пн. ш. 88°48′41″ зх. д. / 44.40500° пн. ш. 88.81139° зх. д. (44.405015, -88.811252).  За даними Бюро перепису населення США в 2010 році переписна місцевість мала площу 4,57 км², з яких 4,48 км² — суходіл та 0,09 км² — водойми.

## Демографія
Згідно з переписом 2010 року, у переписній місцевості мешкала 491 особа в 193 домогосподарствах у складі 140 родин. Густота населення становила 108 осіб/км².  Було 208 помешкань (46/км²).
Расовий склад населення:
| - 98,6 % — білих - 1,0 % — корінних американців - 0,2 % — чорних або афроамериканців - 0,2 % — азіатів |

До двох чи більше рас належало 0,0 %. Частка іспаномовних становила 0,2 % від усіх жителів.
За віковим діапазоном населення розподілялося таким чином: 24,2 % — особи молодші 18 років, 64,2 % — особи у віці 18—64 років, 11,6 % — особи у віці 65 років та старші. Медіана віку мешканця становила 41,2 року. На 100 осіб жіночої статі у переписній місцевості припадало 104,6 чоловіків;  на 100 жінок у віці від 18 років та старших — 105,5 чоловіків також старших 18 років.
Середній дохід на одне домашнє господарство  становив 59 215 доларів США (медіана — 49 625), а середній дохід на одну сім'ю — 63 767 доларів (медіана — 59 000). Медіана доходів становила 41 719 доларів для чоловіків та 31 438 доларів для жінок. За межею бідності перебувало 6,8 % осіб, у тому числі 0,0 % дітей у віці до 18 років та 0,0 % осіб у віці 65 років та старших.
Цивільне працевлаштоване населення становило 307 осіб. Основні галузі зайнятості: виробництво — 19,2 %, освіта, охорона здоров'я та соціальна допомога — 17,9 %, роздрібна торгівля — 17,3 %.